# Progomphus tennesseni
Progomphus tennesseni – gatunek ważki z rodziny gadziogłówkowatych (Gomphidae). Występuje na terenie Karaibów.